# Кондрашова, Алёна Александровна
Алёна Александровна Кондрашова (до 2019 — Кириченко; род. 9 апреля 1997, Омск) — российская волейболистка, связующая.

## Биография
Начала заниматься волейболом в родном городе Омске у тренера Ю. А. Чайкина. В 15-летнем возрасте приглашена в молодёжную команду ВК «Омичка», в составе которой на протяжении трёх сезонов выступала в Молодёжной лиге чемпионата России, став в 2014 серебряным призёром турнира. В 2015—2016 играла в суперлиге в основной команде «Омичка».
После прекращения деятельности ВК «Омичка» перешла в «Уфимочку-УГНТУ», в которой 4 сезона выступала в высшей лиге «А», а в 2020 заключила контракт с «Уралочкой-НТМК». С 2023 выступала за калининградский «Локомотив», казахстанский «Берель», «Тулицу». С 2025 — игрок ВК «Енисей».

### Клубная карьера
- 2012—2015 —  «Омичка»-ГУОР (Омск) — молодёжная лига;
- 2015—2016 —  «Омичка» (Омск) — суперлига;
- 2016—2020 —  «Уфимочка-УГНТУ»/«Самрау-УГНТУ» (Уфа) — высшая лига «А»;
- 2020—2023 —  «Уралочка-НТМК» (Свердловская область) — суперлига;
- 2023—2024 —  «Локомотив» (Калининград) — суперлига;
- 2024 —  «Берель» (Усть-Каменогорск) — национальная лига;
- 2025 —  «Тулица» (Тула) — суперлига;
- с 2025 —  «Енисей» (Красноярск) — суперлига.

## Достижения
- двукратный серебряный призёр чемпионатов России — 2022, 2024.
- серебряный призёр Молодёжной лиги чемпионата России 2014.